# Rafael Baraza
Rafael Baraza (ur. 29 sierpnia 1981) – hiszpański lekkoatleta specjalizujący się w rzucie oszczepem.
Czwarty zawodnik na mistrzostwach ibero-amerykańskich w Ponce (2006). W 2007 uplasował się na dwunastej pozycji podczas uniwersjady, a dwa lata później podczas kolejnej edycji tych zawodów odpadł w eliminacjach. Po zajęciu piątego miejsca w mistrzostwach ibero-amerykańskich, na początku sezonu letniego 2010, nie udało mu się awansować do finału mistrzostw Europy w Barcelonie. Medalista mistrzostw kraju oraz reprezentant Hiszpanii w drużynowych mistrzostwach Starego Kontynentu i zimowym pucharze w rzutach lekkoatletycznych.
Rekord życiowy: 76,21 (20 marca 2010, Arles). 

## Osiągnięcia
| Rok  | Impreza                                 | Miejsce       | Lokata            | Wynik |
| ---- | --------------------------------------- | ------------- | ----------------- | ----- |
| 2006 | Zimowy puchar Europy w rzutach          | Tel Awiw-Jafa | 14. miejsce       | 71,47 |
| 2006 | Mistrzostwa ibero-amerykańskie          | Ponce         | 4. miejsce        | 71,80 |
| 2007 | Zimowy puchar Europy w rzutach          | Jałta         | 4. miejsce        | 69,15 |
| 2007 | Uniwersjada                             | Bangkok       | 12. miejsce       | 67,53 |
| 2009 | Zimowy puchar Europy w rzutach          | Teneryfa      | 8. miejsce        | 72,43 |
| 2009 | Superliga drużynowych mistrzostw Europy | Leiria        | 7. miejsce        | 73,08 |
| 2009 | Uniwersjada                             | Belgrad       | el. – 17. miejsce | 70,11 |
| 2010 | Zimowy puchar Europy w rzutach          | Arles         | 1. miejsce        | 76,21 |
| 2010 | Mistrzostwa ibero-amerykańskie          | San Fernando  | 5. miejsce        | 74,16 |
| 2010 | Superliga drużynowych mistrzostw Europy | Bergen        | 11. miejsce       | 66,29 |
| 2010 | Mistrzostwa Europy                      | Barcelona     | el. – 19. miejsce | 73,34 |
| 2011 | Zimowy puchar Europy w rzutach          | Sofia         | 11. miejsce       | 70,15 |
| 2011 | Superliga drużynowych mistrzostw Europy | Sztokholm     | 5. miejsce        | 74,11 |